# Jack Clement
Jack Henderson Clement (* 5. April 1931 in Memphis, Tennessee; † 8. August 2013 in Nashville) war ein US-amerikanischer Tontechniker, Musikproduzent, Musiker und Komponist. Er gilt in Memphis und Nashville als eine zentrale Figur bei der Entwicklung des Rockabilly, Rock & Roll und der Country-Musik. 

## Leben
„Cowboy“ Jack Clement war der Sohn eines Chorleiters. Zwischen 1948 und 1952 spielte er bei dem US Marine Corps in der Countryband Tennessee Troopers. Seine erste Gitarre, eine Gibson J200, kaufte er 1951 während seiner Armeezeit. Direkt nach seiner Soldatenzeit gründete er 1953 mit dem Mandolinenspieler Buzz Busby (Dick Grant) das Duo Buzz & Jack oder Bayou Boys. 1954 kam er nach Memphis zurück und spielte Steelgitarre für den Country-Bandleader Slim Wallace. Im Dezember 1956 gründete er zusammen mit Slim Wallace das Independent-Label Fernwood Records. Deren Tonstudio war in einer Garage eingerichtet, so dass Clement die hier entstandenen Aufnahmen zur Endabmischung an Sun Records übergab. Als Sam Phillips auf das in der Garage aufgenommene Trouble Bound (komponiert von Riley/Wallace/Clement) / Rock With me Baby von Billy Lee Riley aufmerksam wurde, übernahm er Clement am 15. Juni 1956 als Toningenieur und Musikproduzent bei Sun Records. Die Aufnahmen erschienen schließlich als Sun Records 245 am 1. September 1956, nachdem Sam Phillips die Rechte hieran erworben hatte.

### Arbeit bei Sun Records
Clement veranlasste Phillips zunächst, in besseres Aufnahme-Equipment zu investieren und begann, eine Studioband zusammenzustellen. Diese bestand aus Billy Lee Riley (Gitarre), Roland Janes (Gitarre), Jimmy Wilson (Piano) und Jimmy Van Eaton (Schlagzeug). Clement war als Musikproduzent besser geeignet als sein Chef Phillips, da er im Gegensatz zu seinem Chef Partituren, Akkordfolgen oder Arrangements schreiben oder ändern konnte. Clement entdeckte Jerry Lee Lewis während der urlaubsbedingten Abwesenheit von Phillips. Er fragte Lewis nach seiner Gitarre. „Ich spiele Piano wie Chet Atkins Gitarre spielt.“ Clements erste Session als Produzent fand für Lewis am 14. November 1956 statt. Unerschrocken produzierte Clement die erste Aufnahme End of the Road; er produzierte Lewis ununterbrochen bis 28. Mai 1959 bei Millionenseller wie Whole Lotta Shakin’ Goin’ On oder Great Balls of Fire. 
Vom 13. Dezember 1956 an produzierte er Johnny Cash und spielte auch gelegentlich als Gitarrist in der Sessionband. Auch als Cash im Juli 1958 zu Columbia wechselte, spielte Clement bis 17. September 1963 in der Studioband. Ab 8. April 1958 produzierte er Charlie Rich bis 14. Oktober 1959, am 4. September 1958 spielte er Bass in einer Session für Roy Orbison. Damit gehörte Clement zu den Schlüsselfiguren des „Sun Record Sounds“ und war an einigen der trendsetzenden Hits des Rock & Roll und Rockabilly beteiligt.

### Selbständigkeit
Bei Sun Records war er zuweilen rebellisch und wollte weniger mutig produzieren. „Zurückblickend hatte Sam Phillips Recht und ich Unrecht“, konstatierte Clement über diese Zeit. Deshalb wurde er von Sun Records im März 1959 wegen Gehorsamsverweigerung gekündigt und gründete Summer Records, die aber kurz darauf wieder liquidiert wurden. Er begann sodann eine Zusammenarbeit mit Chet Atkins bei RCA und gründete zusammen mit Bill Hall 1961 in Beaumont (Texas) den Musikverlag Hall-Clement Music. Erste wichtige von diesem Musikverlag vertretene Komposition war George Jones She Thinks I Still Care (Januar 1962). Ebenfalls mit Bill Hall errichtete er 1961 die Gulf Coast Recording Studios in Beaumont, wo er ab März 1962 Adrian Roland, September 1962 Glenn Barber oder Benny Barnes aufnahm. Am 7. März 1962 produzierte er in Nashville für Dickey Lee den Pop-Millionenseller Patches (Rang 6). Hier entstand auch Dickey Lees I Saw Linda Yesterday (September 1962). Er arrangierte auf Anfrage die Bläsersektion bei Johnny Cashs Hit Ring of Fire (25. März 1963). 
Ab Februar 1965 blieb er in Nashville und verzichtete auf die zeitraubenden Pendlerwege nach Memphis und Beaumont. Er entdeckte Charley Pride und produzierte ab 11. November 1965 dessen Platten, darunter dessen ersten Nummer-eins-Hit All I Have to Offer You (Is Me) (15. April 1969) und den Millionenseller Kiss An Angel Good Morning (28. Juli 1971). Ab 1968 produzierte er Townes Van Zandt, so etwa die LP First Album (3. April 1968), und blieb sein Produzent bis 1986. Am 10. Dezember 1969 eröffnete er seine eigenen Studios in Nashville mit 16-Spur-Technik; hier nahm Ray Stevens im Februar 1970 seinen Millionenseller Everything Is Beautiful auf.
Mit Don Williams begann er ab April 1972 in den Clement-Studios zu arbeiten, überließ die Produktion jedoch Allen Reynolds. Williams buchte die Studios bis März 1978. Das von ihm Ende 1969 errichtete Studio hatte er 1974 verkauft, als es in Nashville ungefähr 150 Aufnahmestudios gab. Waylon Jennings produzierte er ab 2. September 1974 zunächst in fremden Studios, ab Januar 1978 im eigenen Clement-Studio, das sich in seinem neuen Wohnhaus befand. U2 ließen für ihre LP Rattle and Hum (veröffentlicht im Oktober 1988) drei Aufnahmen in den Sun Studios von ihm überwachen (Oktober 1987).
Jack Clements Haus samt Aufnahmestudio in Nashville fiel am 25. Juni 2011 einem Feuer zum Opfer.

### Statistik
Clements erfolgreiche Arbeit machte ihn zum Dreh- und Angelpunkt in der Studioszene. Er war an der musikalischen Entwicklung der Rockabilly- und Countrymusik maßgeblich beteiligt. Clement schrieb der BMI zufolge mindestens 170 Songs, von denen 8 einen BMI-Award erhielten. Hierunter waren die Hits Ballad of a Teenage Queen für Johnny Cash (12. November 1957; Rang 1 für 10 Wochen in den Country-Charts), Guess Things Happen That Way (Dezember 1957; Rang 1 für 8 Wochen), Miller’s Cave für Hank Snow (12. Mai 1960; Rang 9) und I Know One für Jim Reeves (5. Mai 1960) und Charley Pride (9. Januar 1967). 1973 wurde er in die Nashville Songwriters Hall of Fame aufgenommen, 1978 spielte er erstmals ein eigenes Album mit dem Titel All I Want To Do In Life ein.